# Ledebouria
Ledebouria es un género de plantas herbáceas, perennes y bulbosas  perteneciente a la subfamilia de las escilóideas dentro de las asparagáceas. Ledebouria se distribuye en India, Madagascar y África (principalmente en Sudáfrica). Se hallan en regiones con lluvias estivales en sabanas y pastizales subtropicales.  

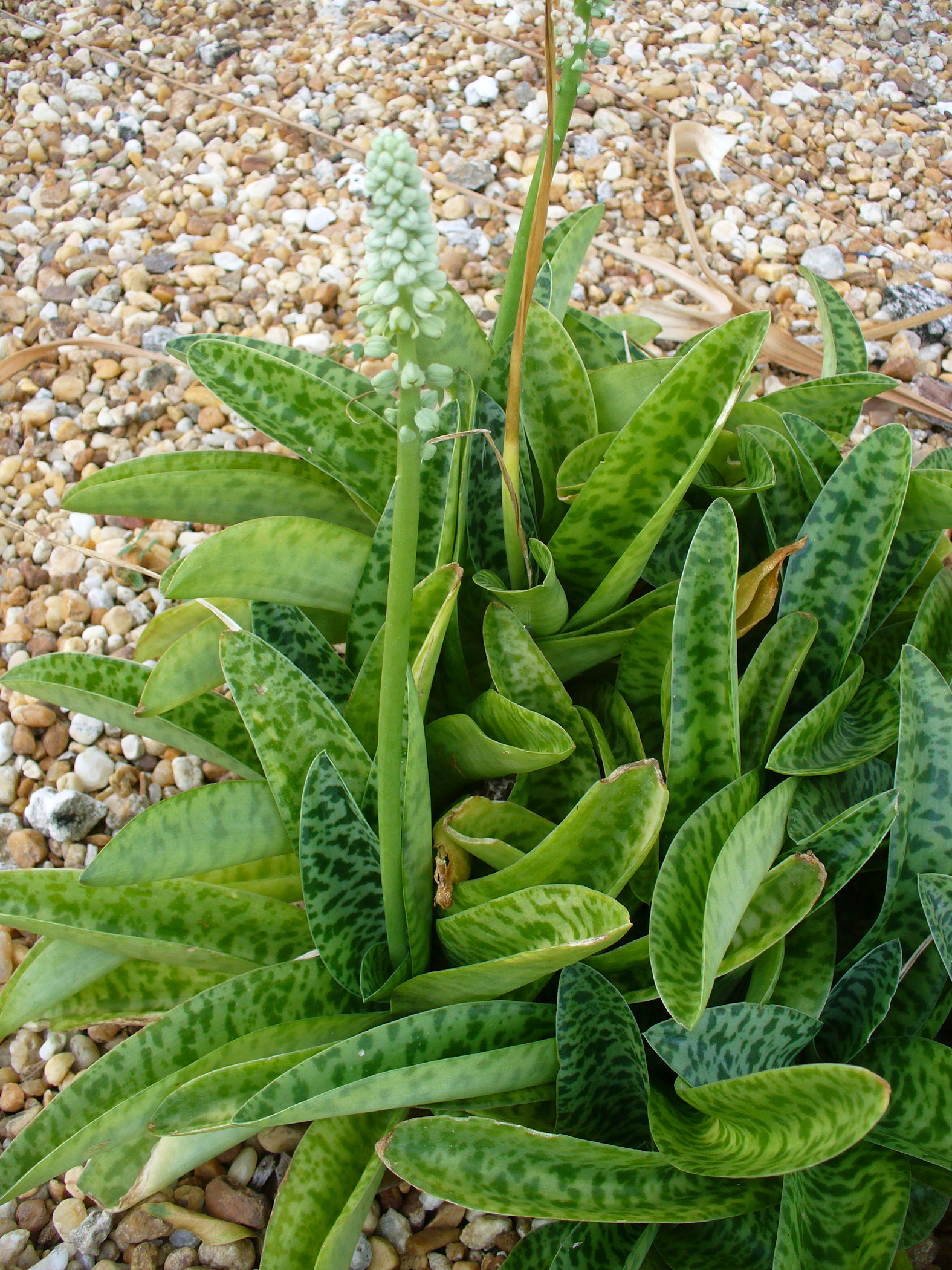
Ledebouria luteola

La mayoría de sus miembros eran, hasta hace poco tiempo, considerados parte del gran género Scilla, un género afín pero que se distribuye en el Hemisferio Norte.

## Descripción
Muchas de sus especies son cultivadas como ornamentales, en particular por los entusiastas de los cactus y suculentas, debido a sus hojas manchadas o listadas. En general son plantas caducifolias, que pierden las hojas y entran en reposo durante la estación seca (usualmente el invierno en las regiones donde habitan), crecen entre 3 y 30 cm y presentan flores pequeñas, dispuestas en espigas, de colores rosado y púrpura.

## Taxonomía
El género fue descrito por Albrecht Wilhelm Roth   y publicado en Novae Pl. Sp. 194. 1821. La especie tipo es: Ledebouria hyacinthina Roth. 
Etimología
Ledebouria: nombre genérico otorgado en honor del botánico alemán Karl Friedrich von Ledebour.

## Especies
- Ledebouria atrobrunnea S.Venter
- Ledebouria botryoides  (Baker) J. C. Manning & Goldblatt
- Ledebouria camerooniana (Baker) Speta
- Ledebouria concolor (Baker) Jessop
- Ledebouria cooperi (Hook. f.) Jessop
- Ledebouria cordifolia (Baker) Stedje & Thulin
- Ledebouria crispa S.Venter
- Ledebouria cryptopoda (Baker) J.C.Manning & Goldblatt
- Ledebouria dolomiticola S.Venter
- Ledebouria edulis (Engl.) Stedje
- Ledebouria ensifolia (Eckl.) S.Venter & T.J.Edwards
- Ledebouria floribunda (Baker) Jessop
- Ledebouria galpinii (Baker) S.Venter & T.J.Edwards
- Ledebouria graminifolia (Baker) Jessop
- Ledebouria grandifolia (Balf.f.) A.G.Mill. & D.Alexander
- Ledebouria humifusa  (Baker) J. C. Manning & Goldblatt
- Ledebouria hypoxidioides (Schönland) Jessop
- Ledebouria inquinata (C. A. Sm.) Jessop
- Ledebouria insularis A.G.Mill.
- Ledebouria kirkii (Baker) Stedje & Thulin
- Ledebouria lilacina (Fenzl ex Kunth) Speta
- Ledebouria luteola Jessop
- Ledebouria macowanii (Baker) S.Venter
- Ledebouria maesta (Baker) Speta
- Ledebouria marginata (Baker) Jessop
- Ledebouria minima
- Ledebouria mokobulanensis A.J.Hankey and T.J.Edwards
- Ledebouria ovalifolia (Schrad.) Jessop
- Ledebouria ovatifolia (Baker) Jessop
- Ledebouria parvifolia S.Venter
- Ledebouria pauciflora
- Ledebouria revoluta (L. f.) Jessop
- Ledebouria sandersonii (Baker) S.Venter & T.J.Edwards
- Ledebouria scabrida Jessop
- Ledebouria socialis (Baker) Jessop
- Ledebouria somaliensis (Baker) Stedje & Thulin
- Ledebouria undulata (Jacq.) Jessop
- Ledebouria urceolata Stedje
- Ledebouria viscosa Jessop
- Ledebouria zambesiaca (Baker) Speta